# Sergio Kasman
Sergio Kasman (Genova, 2 settembre 1920 – Milano, 9 dicembre 1944) è stato un partigiano italiano.

## Biografia
Figlio di Ivan Kasman (poi italianizzato in Giovanni), musicista ebreo di origine russa, e di Maria Scala di Torino, studiò nella città della madre dove ebbe i primi contatti con l'antifascismo.
Sergente Allievo Ufficiale di Artiglieria, in licenza a Genova al momento dell'armistizio, aderì alla Resistenza, con il nome di battaglia di "Marco", nelle file dei servizi speciali diretti da Nino Bacciagaluppi, uno dei capi del servizio informazioni, recupero e salvataggio dei prigionieri alleati evasi.
Nel marzo 1944, a soli 24 anni, venne nominato, su indicazione di Ferruccio Parri, Capo di Stato Maggiore del Comando Piazza di Milano delle Squadre di Azione Patriottica nelle file di Giustizia e Libertà. Arrestato due volte, riuscì entrambe a scappare (la prima sbattendo la sua cartella in faccia al fascista che lo tratteneva).
Grazie ad informazioni estorte con la violenza a Giuseppe Piantoni, ex capo del GAP del settore di "Porta Venezia" di Milano, appartenenti alla Repubblica Sociale Italiana poterono tendere un'imboscata a Sergio Kasman che fu ucciso in Piazza Lavater a Milano, poco distante da Porta Venezia.
Il "Comandante Marco" (Sergio Kasman) fu decorato con la medaglia d'oro al valor militare alla memoria e la città di Chiavari, dove visse e crebbe, gli ha dedicato una strada: Viale Sergio Kasman. Un busto in bronzo su stele marmorea celebra la sua Medaglia d'oro al V.M. ed è collocato nell'aiuola a destra del palazzo comunale di Chiavari a fianco di un altro eroe della Resistenza: don Giovanni Battista Bobbio giustiziato a Chiavari dai barbari nazisti per il suo diuturno aiuto ai partigiani dell'appennino ligure-emiliano.
Alla figura di Kasman sono stati inoltre dedicati un volume biografico, Sergio Kasman. La primula rossa della Resistenza di Mario Bertelloni, e un capitolo ne Il Cacciatore di Giusti di Ugo e Silvia Pacifici Noja.
Deve essere infine ricordata l'importanza dell'opera di conservazione e di trasmissione di molti documenti e informazioni, anche non ufficiali, svolta per oltre cinquant'anni dall'unico fratello superstite di Sergio Kasman, Roberto Kasman, attuale presidente della sezione ANPI di Chiavari, e che ha consentito agli storici dell'argomento di poter ottenere una visione più completa e meglio definita della figura di Sergio "Marco" Kasman.